# Кирилов Михайло Анатолійович
Кирилов Михайло Анатолійович (народився 15 лютого 1987 р. в м. Володимир-Волинський) –  методист відділу технічних засобів навчання “Центру інформаційних технологій та комп’ютерного тестування”  Волинського національного університету імені Лесі Українки, за сумісництвом - асистент кафедри музеєзнавства, пам’яткознавства та інформаційно-аналітичної діяльності цього ж університету.

## Життєпис
Після здобуття середньої освіти у 2003 р. був зарахований на навчання за спеціальністю «Екологія та охорона навколишнього середовища» у Луцький державний технічний університет, який закінчив у 2008 р. і отримав кваліфікацію еколога. З 2015 р. по 2016 р. навчався у Луцькому національному технічному університеті за спеціальністю «Комп’ютерні системи та мережі», отримавши кваліфікацію інженера з комп’ютерних систем. З 2011 р. – дотепер працює у Волинському національному університеті імені Лесі Українки. 

## Наукові інтереси
інформаційні технології, педагогіка
Профіль на Google Академія: https://scholar.google.com.ua/citations?user=s1xmlogAAAAJ [Архівовано 15 Листопада 2021 у Wayback Machine.]

## Членство в організація і товариствах
2018 р. – дотепер – член Спілки архівістів України
2018 р. – дотепер – член Українського товариства охорони пам’яток історії та культури

## Вибрані праці
1. Кирилов М.А., к.е.н. Герасимчук О.Б. Вплив технології мультимедіа на когнітивну діяльність. URL: http://www.confcontact.com/2012_10_04/pe5_kirilov.htm [Архівовано 25 Березня 2022 у Wayback Machine.]
2. Кирилов М.А., к.е.н. Герасимчук О.Б. Комп’ютерний контроль знань студентів у вищій школі в умовах кредитно-модульної системи. Наукові нотатки. 2010. № 27. С. 128-133.
3. Кирилов М. А., Трофімук-Кирилова Т. М., Муковоз І. В. Кіберзлочинність як нова кримінальна загроза. Тези доповідей V Міжнародної науково-практичної конференції «Математика. Інформаційні технології. Освіта». Луцьк-Світязь, 2016. С. 92–94.
4. Кирилов М. А., Трофімук-Кирилова Т. М., Чибирак С. В. Комп’ютерне тестування у системі OpenTEST 2 як форма оцінювання знань та вмінь студентів спеціальності «Інформаційна, бібліотечна та архівна справа». Інформаційні технології і засоби навчання. 2018. Т. 64. № 2. С. 138–151 (Web of Science).
5. Чибирак С.В., Трофімук-Кирилова Т.М., Кирилов М.А. 2021. Досвід використання комп’ютерних ігор у підготовці майбутніх фахівців спеціальності «Музеєзнавство, пам’яткознавство». Інформаційні технології і засоби навчання. 2021. № 3 (83.) С. 301–313 (Web of Science).